# Amund Maarud
Amund Maarud, född 7 april 1981, är en norsk gitarrist, sångare och låtskrivare från Skogbygda i Nes i Romerike.

## Historia
Han var sex år när han fick sin första gitarr och han bildade då genast bandet MaarudKara tillsammans med lillebror Henrik (då 4 år) på trummor, och pappan Terje på bas, samt grannkillen Simen Aanerud på piano. De spelade först 60-talspop, men efter att ha hört en blueslåt på det lokala köpcentret blev det blues de spelade.
MaarudKara kom på andra plats i Talentiaden på NRK 1997, och de debuterade med albumet First Blues 1999. År 2000 startade han Amund Maarud Band, fortfarande med sin bror på trummor, men nu med amerikanske Bill Troiani på bas. De var under en period husband på bluesklubben Muddy Waters i Oslo.
När han var 21 år gav han ut solodebuten Ripped, Stripped & Southernfried, som blev nominerad till Spellemannprisen 2004. Amund Maarud skriver stora delar av sin egen repertoar, och använder bluesen som en ram för sin egen personliga musikstil.
Han har etablerat sig som en av de största bluesartisterna i Norge. Albumet Commotion nådde Topp 30 på VG-lista.
År 2006 startade han rockbandet The Grand, som gav ut albumet The Grand 2007. År 2011 var Maarud igen tillbaka som bluesartist och gav ut albumet Electric, som nådde Topp 15, och han fick också Spellemannprisen för detta.
Albumet Dirt nådde Topp 30 år 2012, och blev också nominerat till Spellemannprisen. Volt (2015) blev också nominerat till Spellemannprisen.
Amund och Henrik Maarud spelar också tillsammans i rockduon Morudes. De debuterade 2016 med albumet Sinister Beat. De driver också ett skivbolag i hembygden. Edvard-prisen, som utdelas av TONO, för att styrka norskt musikliv, blev tilldelad Amund Maarud i klassen populärmusik 2016.

## Besättningar i band och backingband

### Medlemmer i «Amund Maarud Band» (2000–2005)
- Amund Maarud – gitarr, sång
- Henrik Maarud – trummor
- Jan Eirik Hallingskog – basgitarr (2000–2002)
- Arne F. Rasmussen – munspel (2000–2002)
- Bill Troiani – basgitarr (2003)
- Håkon Høye – gitarr (2003–2004)
- Per Tobro – basgitarr (2004–)
- Eirik Tovsrud Knutsen – keyboard (2004–)

### Medlemmar i «The Grand» (2005–2010)
- Amund Maarud – sång, gitarr
- Henrik Maarud – trummor
- Per Tobro – basgitarr
- Eirik Tovsrud Knudsen – Hammond b3 orgel

### Medlemmar i «Morudes» (2010–)
- Amund Maarud – gitarr, sång
- Henrik Maarud – trummor, sång

### Amund Maaruds kompband (2010–)
- Amund Maarud – gitarr, sång
- Henrik Maarud – trummer, sång
- Egil Stemkens – basgitarr
- Simen Aanerud – piano
- Bendik Brænne – barytonsax
- Hans Foyn Friis – trombon
- Petter Marius Gundersen – trumpet
- Eirik Tovsrud Knutsen – orgel, trummor

## Diskografi

### MaarudKara
- First Blues (Tylden, 1999)

### Amund Maarud Band
- Ripped, Stripped & Southernfried (Blue Mood/BMG, 2003)
- Commotion (BMG 2004)

### The Grand
- The Grand EP (The Grand recordings/Sonet, 2007)
- The Grand (The Grand recordings/Sonet, 2007)

### Amund Maarud
- Electric (Snaxville Recordings/Musikkoperatørene, 2011)
- Dirt (Snaxville Recordings/Musikkoperatørene, 2012)
- Volt (Snaxville Recordings/Musikkoperatørene, 2015)